# Bagdarine
Sagaan Uula
Bagdarine (en russe : Багдари́н), ou Sagaan Uula (en bouriate : Сагаан Уула, Sagaan Uula), est un village, centre administratif de la commune rurale de Bagdarine et du raïon de Baount-Evenk de Bouriatie, en Russie. Sa population s'élevait à 4 525 habitants au recensement de 2021.

## Géographie

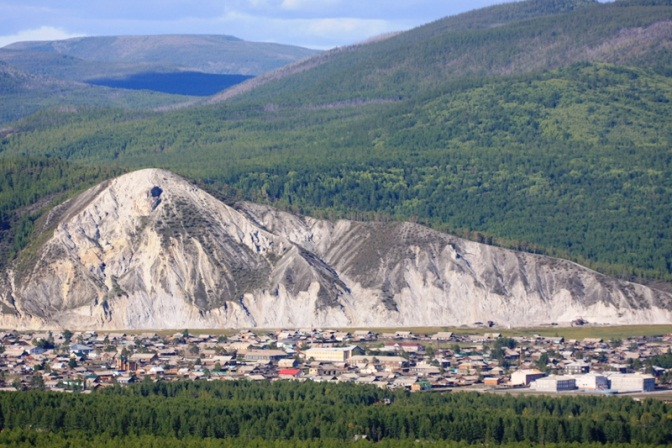
La montagne blanche.

Le village de Bagdarine se situe en Bouriatie, une république de Russie située en Transbaïkalie, région de Sibérie orientale à l'est du lac Baïkal. Il fait partie du district fédéral extrême-oriental. Centre administratif du raïon de Baount-Evenk, un raïon de la république, il est aussi le centre administratif du l'établissement rural de Bagdarine, une municipalité du raïon,. Le village est dominé par la montagne blanche, haute de 170 mètres relativement au village, considérée comme le symbole du village. Le climat du village est de type Dwc selon la classification de Köppen, à savoir un climat subarctique.
Le fuseau horaire du village est MSK+5 (heure d'Irkoutsk). Le décalage horaire appliqué par rapport au temps universel coordonné est +09:00.

## Toponymie
Le village est situé au pied de la montagne blanche (Belaïa gora en russe), nommée en evenki « Bagda-Ure », d'où le nom du village.

## Histoire
Comme de nombreux villages de Bouriatie, le village est touché par la guerre russo-ukrainienne. Près de la moitié de la population est partie sur le front pour aller gagner de l'argent dans une région très pauvre.

## Démographie
Recensements (*) et estimations de la population:
| 1959* | 1970* | 1979* | 1989* |
| ----- | ----- | ----- | ----- |
| 1 805 | 3 373 | 3 902 | 4 825 |

| 2002* | 2010* | 2021* | - |
| ----- | ----- | ----- | - |
| 4 733 | 4 735 | 4 525 | - |

## Transports
Le village est desservi par l'aéroport de Bagdarine, situé au sud-ouest du village. Elle est le point final de la route régionale R347, qui la relie à Tchita par Romanovka.

## Culture locale et patrimoine
L'église Pierre-et-Paul est une église en bois dont sa construction s'est étalé de 2005 à 2008. La cérémonie de la pose de la première pierre a eu lieue le 26 juillet 2005 et elle a été consacrée le 23 novembre 2008. Elle appartiennt à l'éparchie de Severobaïkalsk.